# Peter Friedrich Christian von Borcke

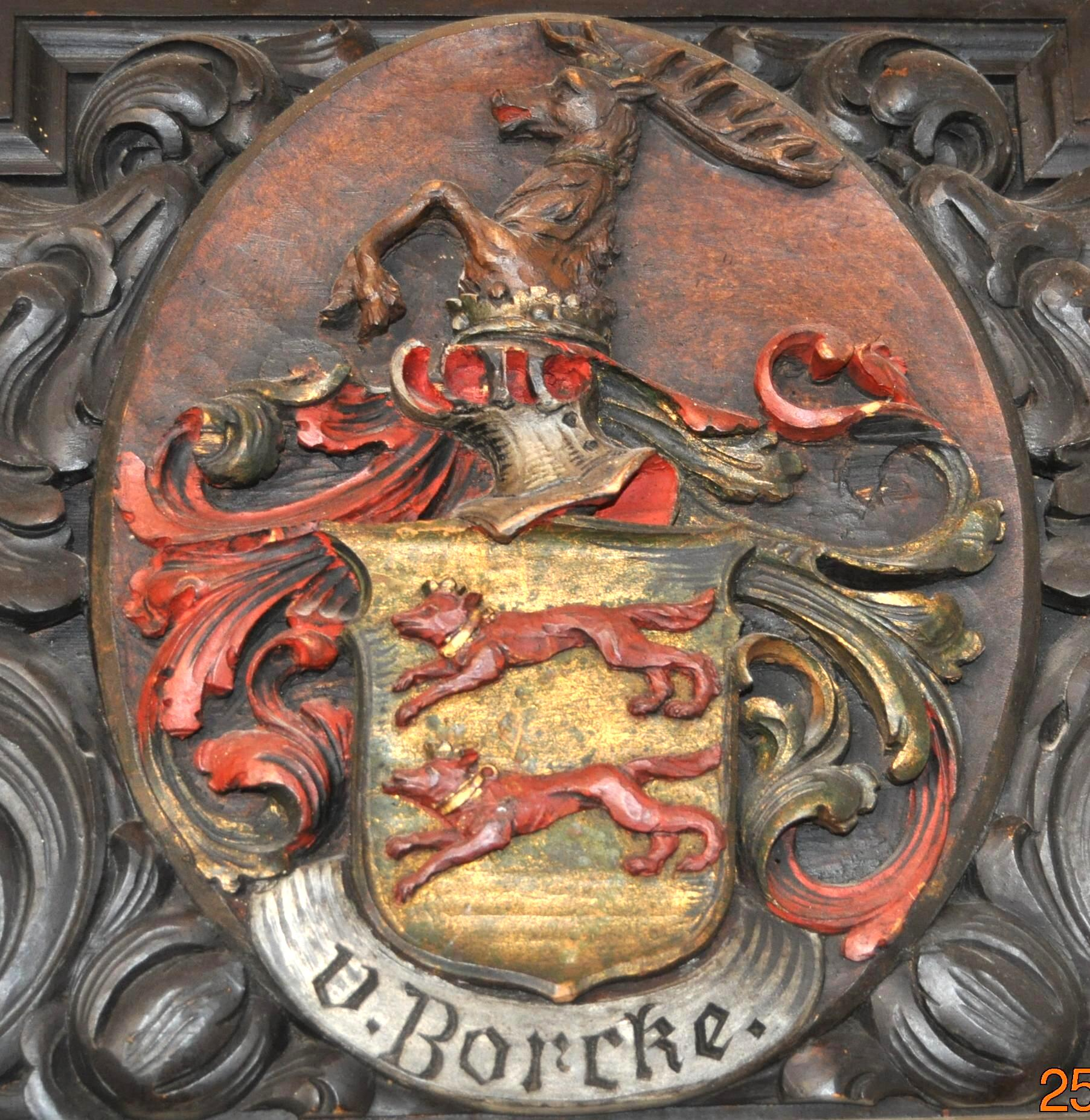
Herb rodowy rodu Borcke

Peter Friedrich Christian von Borcke (ur. 12 września 1767 w  Rosenfelde, zm. 25 lutego 1822 w Schwessow) – pruski generał dywizji i dowódca pułku dragonów.

## Rodzina
Ojcem Petera był Karl Wilhelm von Borcke (1738-1797), a matką Karoline Helene Wendland. Peter Friedrich Christian von Borcke ożenił się 20 listopada 1801. Jego żoną została Sophie Eleonore Philippine von Podewils (1755-1812).

## Kariera
- W 1780 r. został kadetem w 12 Pułku Dragonów
- 7 czerwca 1783 zostaje chorążym
- 10 listopada 1786 został awansowany na podporucznika
- Podczas kampanii w Polsce brał udział w bitwie pod Rawką i oblężeniu Warszawy
- 3 stycznia 1795 awansowany na porucznika
- 9 października 1798 zostaje kapitanem sztabowym
- 4 grudnia 1801 awansowany na kapitana
- W IV wojnie koalicyjnej brał udział w bitwach pod Schwartau, pod Królewcem i pod Pasłęką
- Po pokoju w Tylży został 3 września 1807 majorem Brygady Dragonów von Wedell[2]
- 1 października 1808 trafił do Pułku Dragonów Nowej Marchii
- 26 czerwca 1809 zostaje szefem szwadronu
- 5 września 1812 jego dowódcą ad interim
- W czasie wojen wyzwoleńczych brał udział w bitwach pod Großgörschen, Budziszynem, Lipskiem, Arcis-sur-Aube i Laon
- Odznaczony rosyjskim Orderem św. Anny II klasy za bitwę pod Hanau,
- 19 maja 1813 odznaczony Krzyżem Żelaznym II klasy za bitwę pod Großgörschen
- 28 maja 1813 zostaje dowódcą
- 11 sierpnia 1813 został awansowany do stopnia podpułkownika
- Krzyż Żelazny I klasy otrzymuje 29 września 1813
- 8 września 1813 został awansowany do stopnia pułkownika.
- Po wojnie 15 września 1815 złożył rezygnację i otrzymał nominację i emeryturę jako generał dywizji.

## Biografia
- Kurt von Priesdorff: Soldatisches Führertum. Band 3, Hanseatische Verlagsanstalt Hamburg, o. O. [Hamburg], o. J. [1937], DNB 367632780, S. 482–483, Nr. 1227.